# 守門岳
守門岳（すもんだけ）は、新潟県魚沼市、三条市、長岡市にまたがる第四紀火山である。標高は袴岳の1537.2m。日本二百名山の一つでもある。
およそ240万年前〜170万年前に活動した安山岩質の成層火山である。西側より、大岳、青雲岳（あおくもだけ）、袴岳の三つのピークで構成され、総称して守門岳と称する。地元では守門山（すもんやま）と呼ばれることが多い。雪消えが遅く、頂上付近の大雪庇で知られる。北側に火山活動に伴う爆裂火口を起源にすると思われる侵食カルデラがある。前記３ピークの他に、烏帽子岳（えぼしだけ）、黒姫（くろひめ）、藤平山（ふじびろやま）、中津又岳（なかつまただけ）などがあり山塊自体は巨大である。
大岳の頂上には守門大明神が祀られている。

## 登山コース
登山道は合わせて6コース整備されている。代表的な3コースを紹介する。

### 大白川コース
JR只見線大白川駅から守門川に沿って、大原スキー場に向かう。スキー場上にある牧場跡地の車道終点に登山口の標柱がある。登山口より約1時間でエデシと言われる展望の良い所に出る。痩せ尾根の急登を登ると視界が開け越後三山が見えてくる。やがて緩やかな傾斜になると三の芝と呼ばれる所に着く。東側に浅草岳が眺望出来る。二の芝、一の芝と登り袴岳に着く。山頂からは越後三山、浅草岳、会津の山々、飯豊連峰、佐渡島まで見えることがある。所要時間は往路約3時間30分。

### 二口（ふたくち）コース
魚沼市二分（にぶ）より二口（ふたくち）登山口まで約2km。二口登山口には40台駐車可能の駐車場とトイレが整備されている。5分ほど平坦な道を歩くと急登が始まる。約30分で護人清水と言われる、このコース唯一の水場に着く。ブナ林を登りきると谷内平（やうちだいら）に着く。谷内平から滝見台までは緩やかな登りと下りが続く。滝見台を過ぎてから急登を約1時間登りきると大岳と青雲岳を結ぶ分岐に出る。分岐より青雲岳を経て袴岳に着く。所要時間は往路約3時間30分。

### 保久礼（ほっきゅれい）コース
長岡市を縦断して流れる信濃川の支流、刈谷田川の上流に向かうと刈谷田川ダムサイトに着く。ダムサイトの脇を過ぎ保久礼（ほっくれい）までは約9km。狭い車道で車のすれ違いには注意が必要。保久礼登山口には約20台駐車可能。保久礼小屋脇から登り始め約20分でキビタキ清水に着く。不動平まで登ると傾斜が緩くなり大岳に着く。大岳からは粟ヶ岳、川内山塊、弥彦山、越後平野、佐渡島が展望できる。南側の網張と言われる鞍部に一旦下りてから登ると、青雲岳、二口登山口からの分岐に出る。分岐より青雲岳を経て袴岳に着く。所要時間は往路約3時間。

## 参考画像

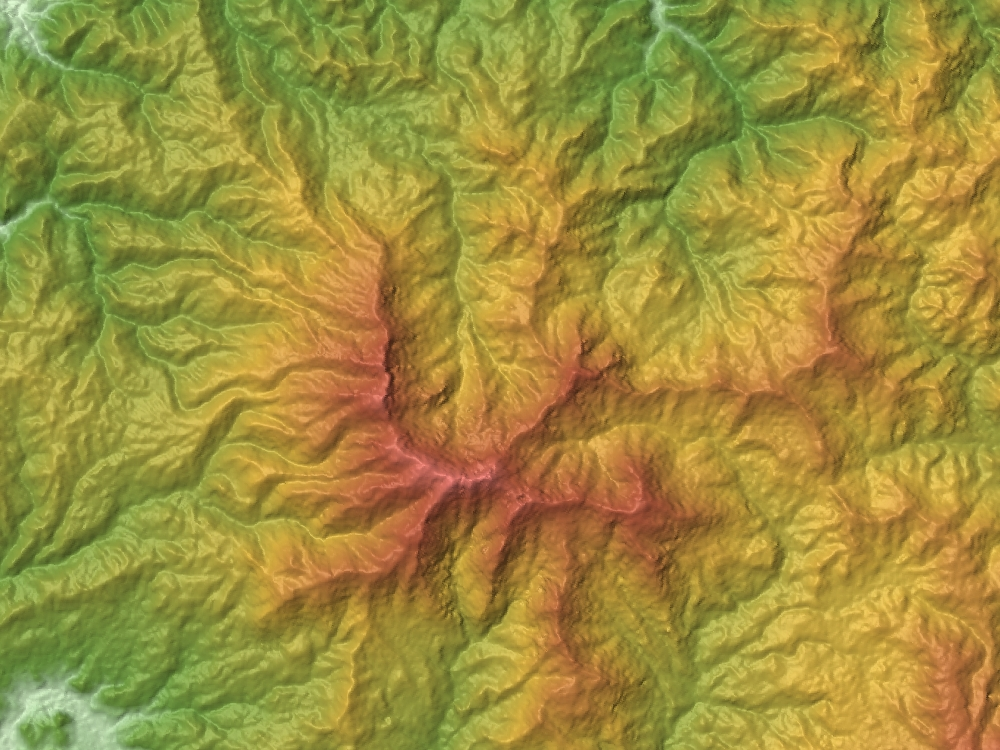
守門火山の地形図
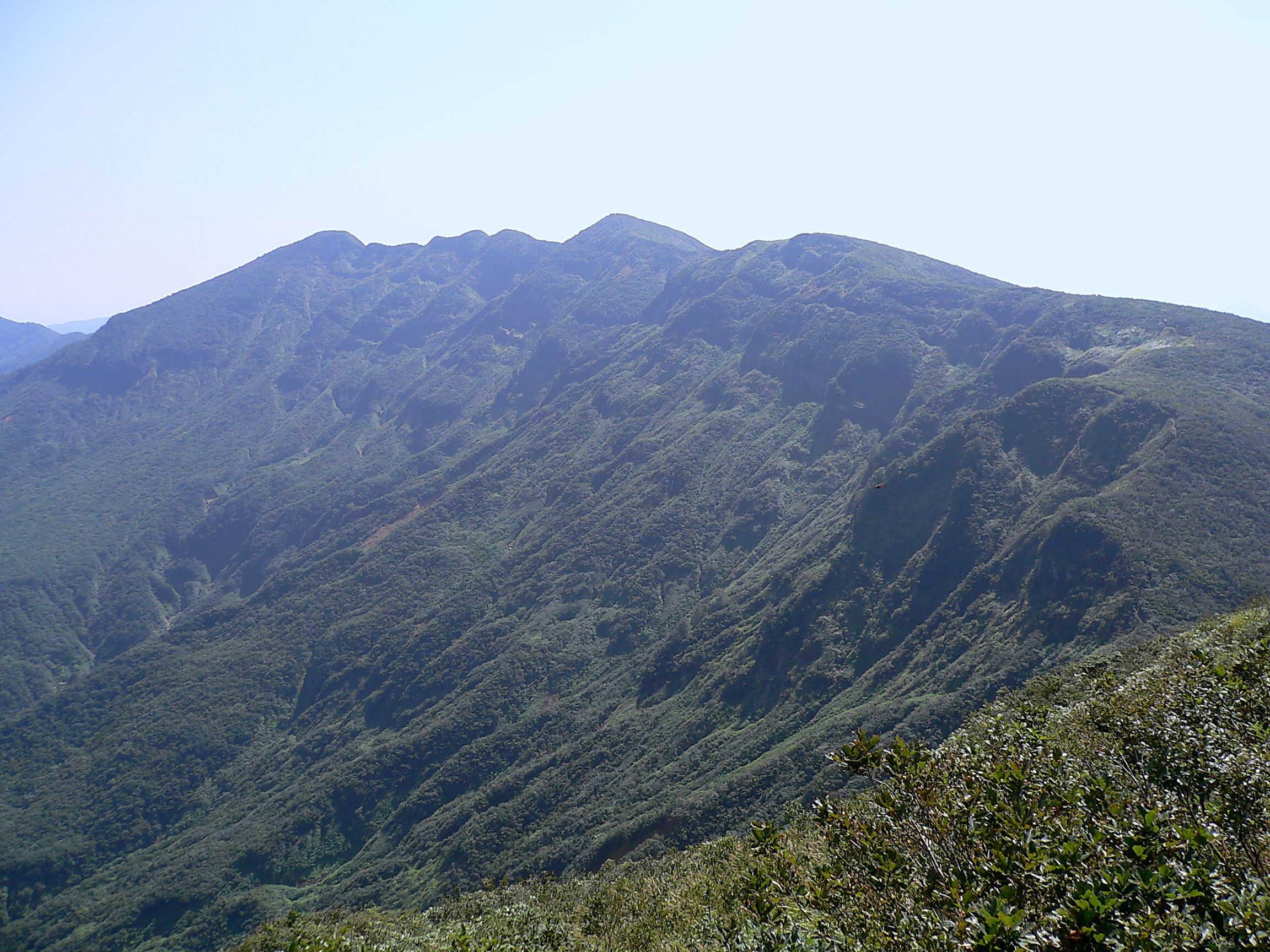
守門大岳より守門袴岳
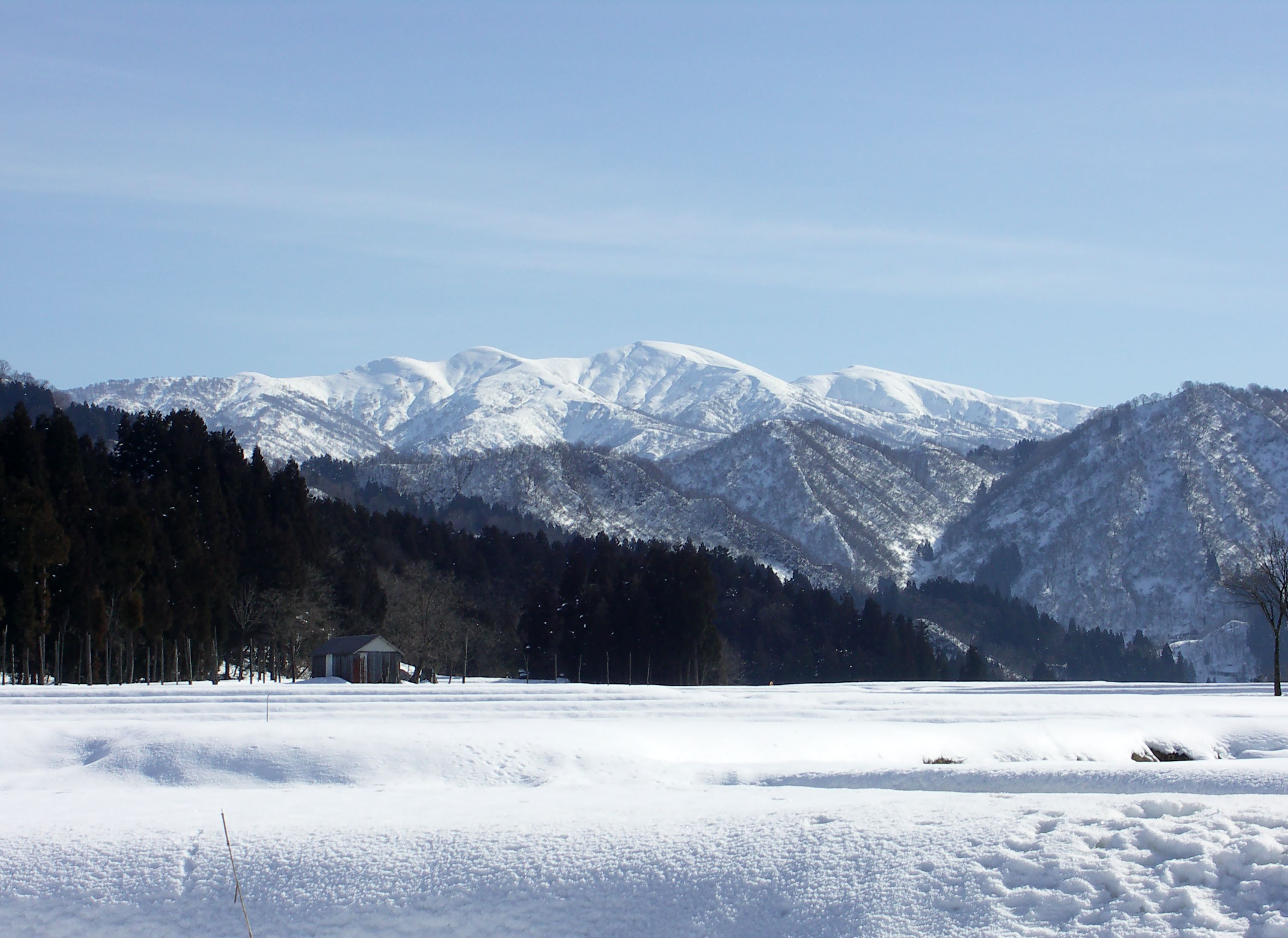
栃堀地区より望む冬の守門岳
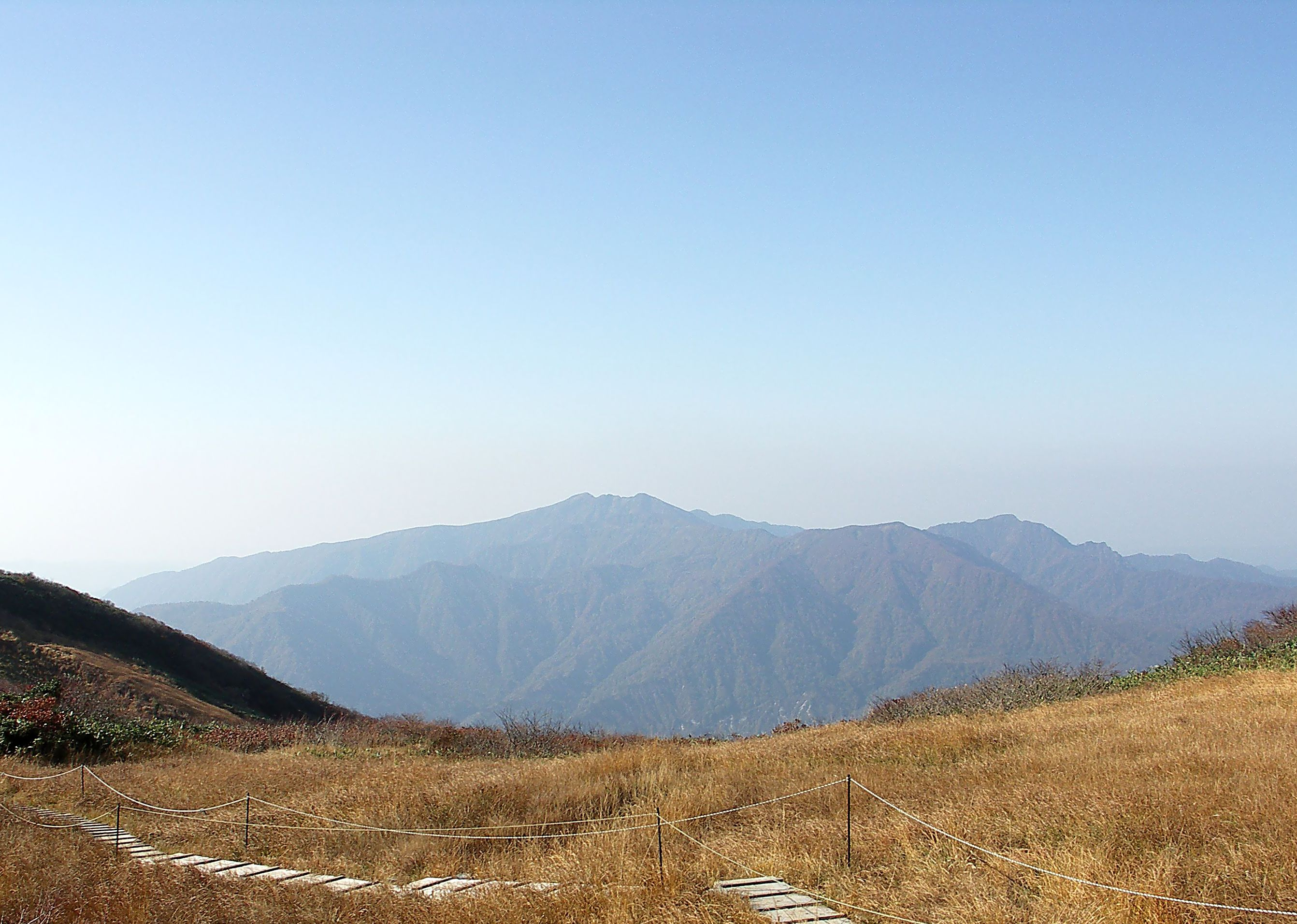
浅草岳より望む秋の守門岳
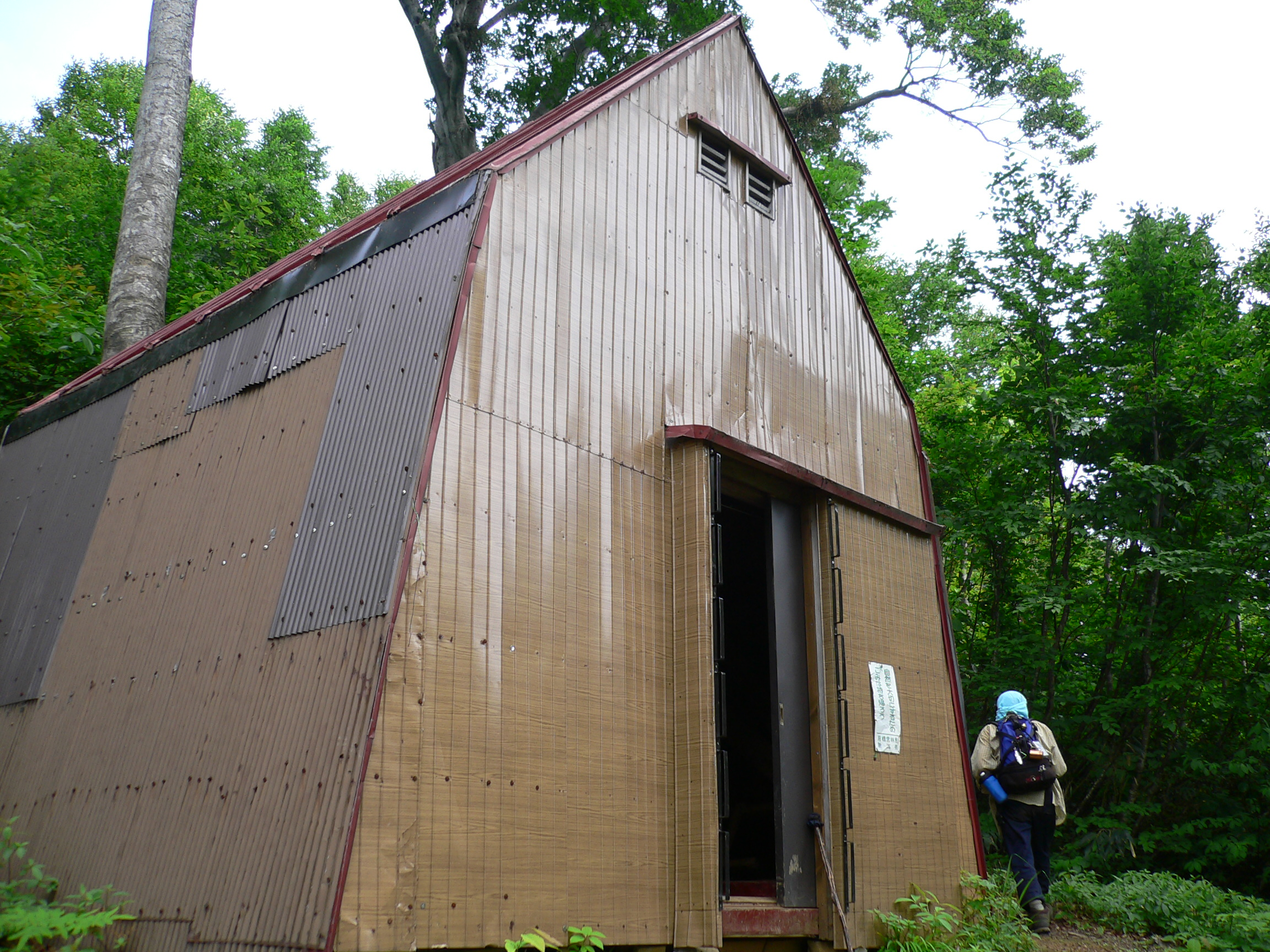
キビタキ小屋
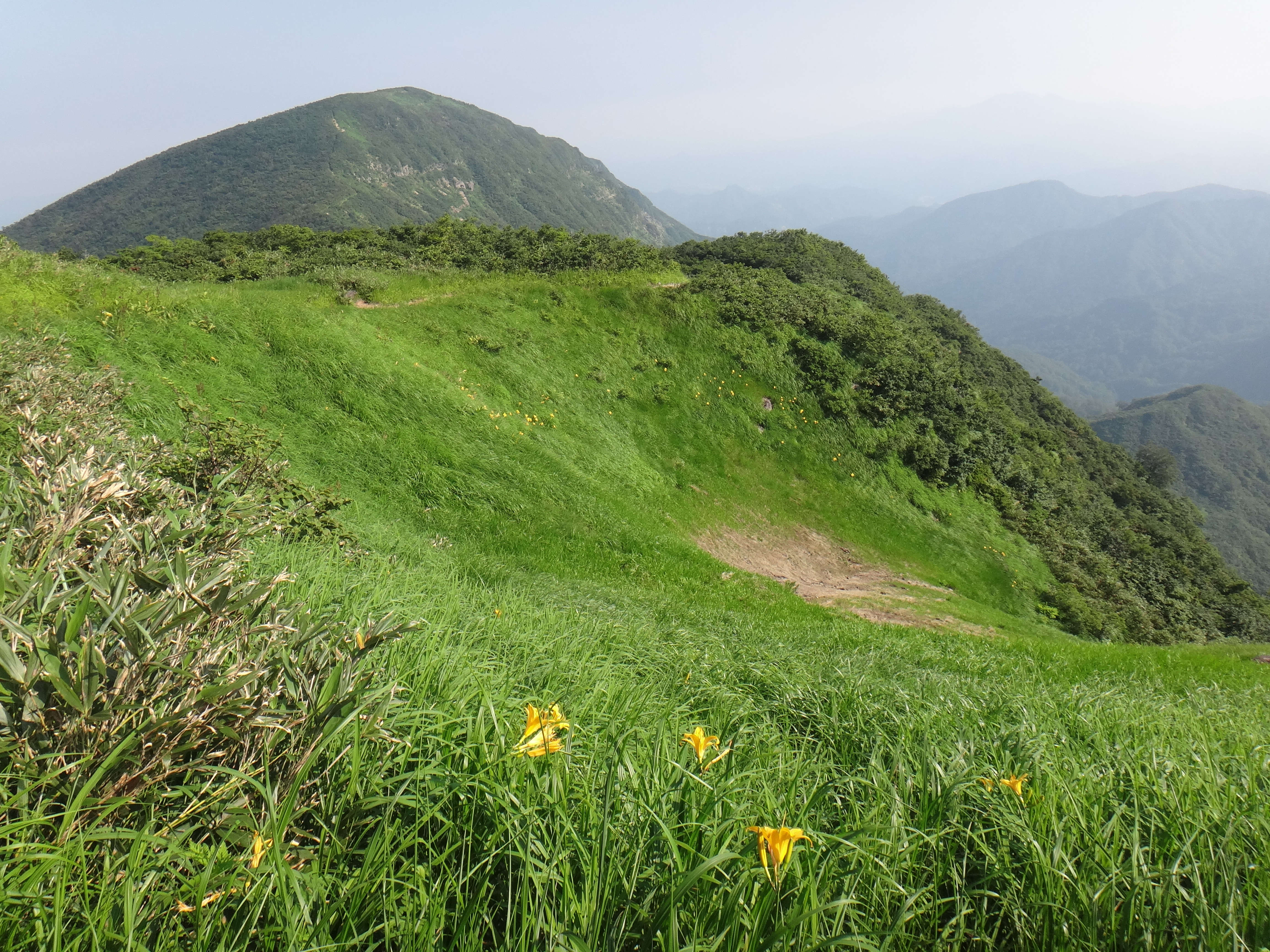
ニッコウキスゲと大岳
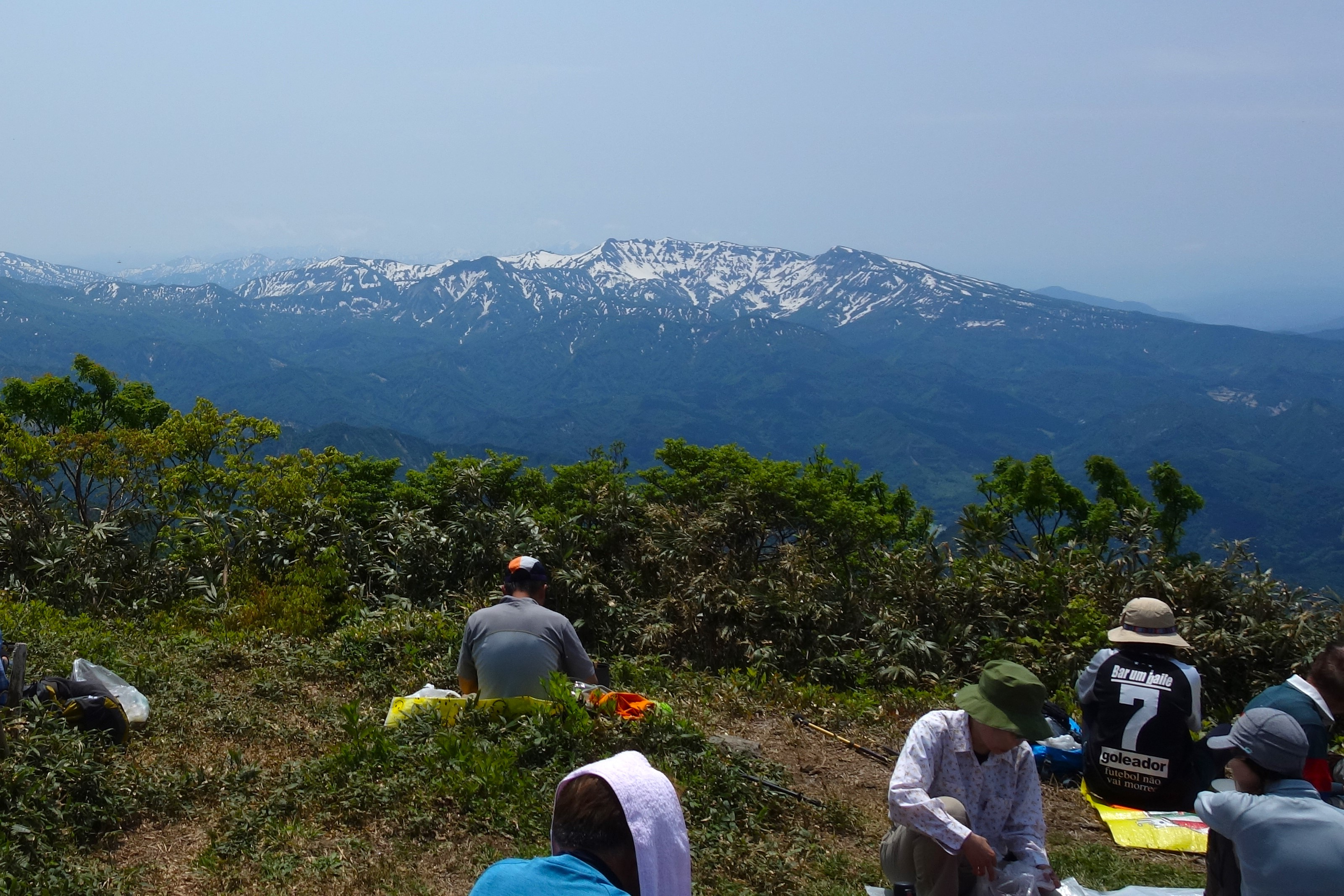
粟ヶ岳山頂から守門岳を望む
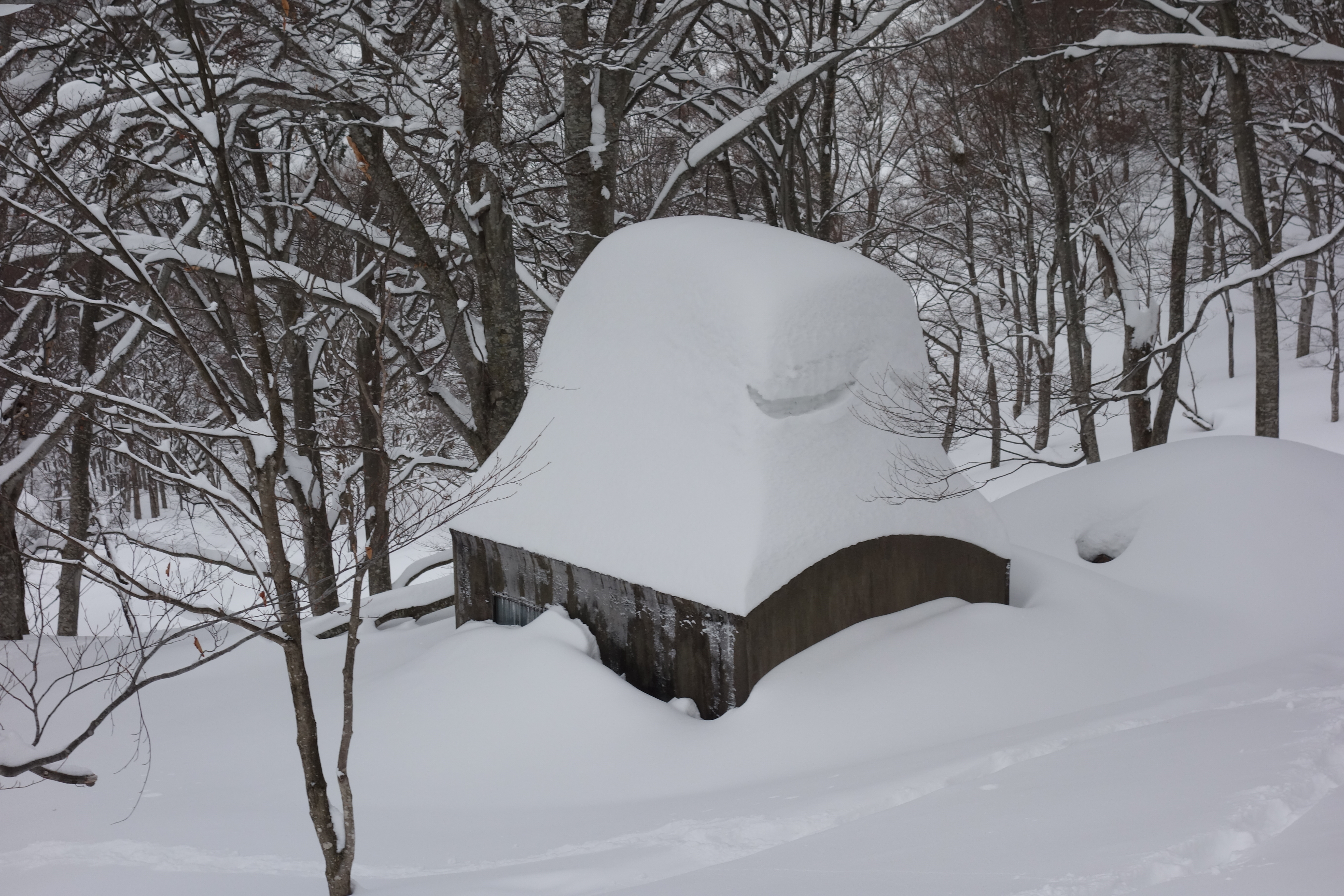
積雪した保久礼小屋
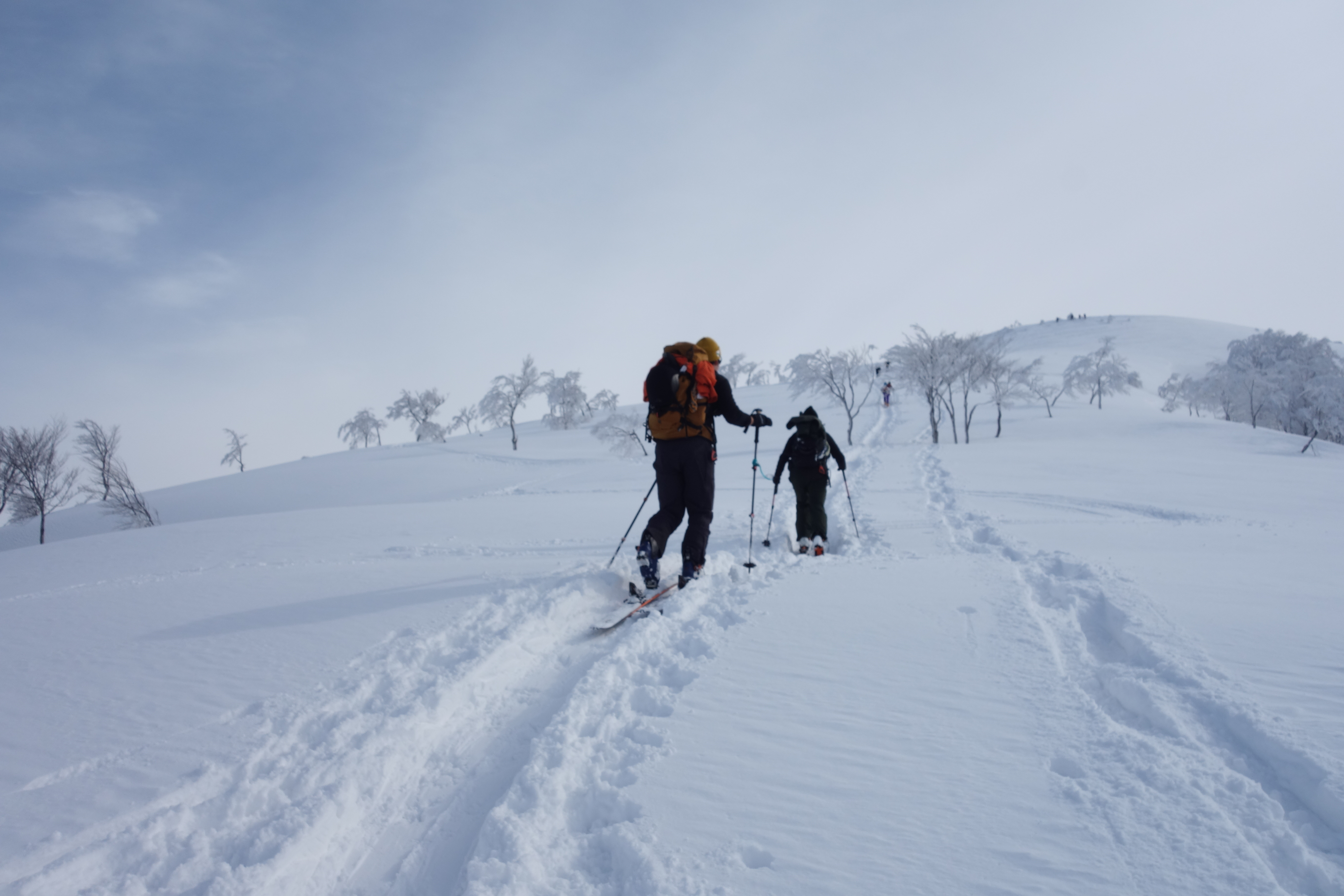
冬の保久礼コース
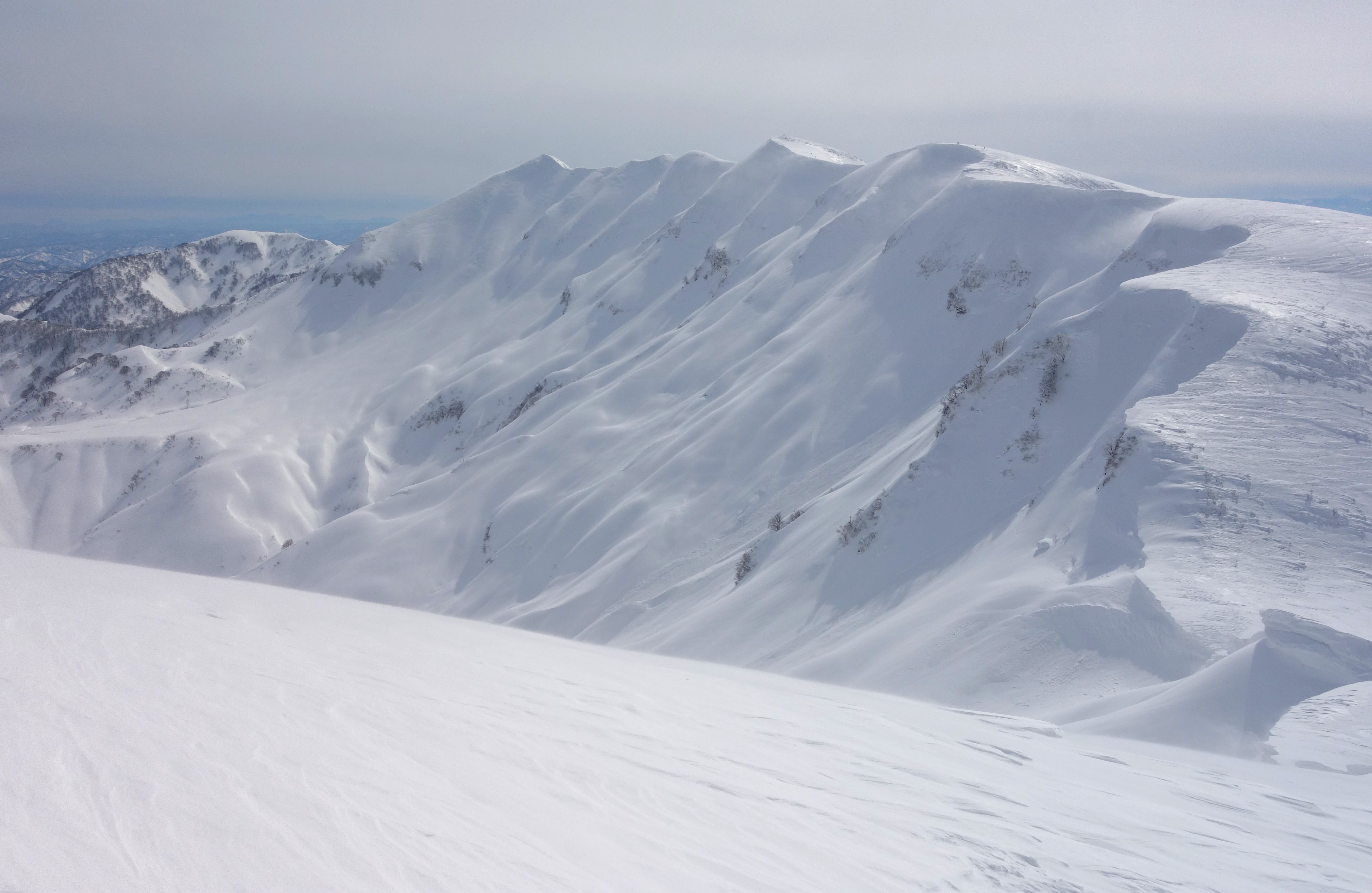
東洋一の大雪庇と呼ばれる守門岳